# Neohornibrookella
Neohornibrookella is een geslacht van kreeftachtigen uit de klasse van de Ostracoda (mosselkreeftjes).

## Soort
- Neohornibrookella lactea (Brady, 1866) Jellinek, 1993